# Parahya submersa
Parahya submersa (лат.) — вид псевдоскорпионов, единственный в составе рода Parahya и семейства Parahyidae из подотряда Iocheirata.

## Описание
Псевдоскорпионы мелких размеров (около 2 мм). Имеют диплотарсатные ноги, то есть лапки всех ходильных ног состоят из двух сегментов.
Встречается в Юго-восточной Азии и Океании: в Сингапуре, Индонезии, Австралии, Новой Каледонии и Федеративных Штатах Микронезии.

## Классификация
Вид был впервые описан в 1931 году У. С. Бристоу под протонимом Obisium submersum по материалам из Сингапура. Он был помещен в род Parahya Харви в 1991 году, который в то же время поместил Parahya pacifica в его синонимию. Parahyidae рассматривается близким к семействам Neobisiidae и Syariniidae.
Синонимия
- Parahya submersa (Bristowe, 1931)
  - Obisium submersum Bristowe, 1931
  - Parahya pacifica Beier, 1957